# Sussaba
Sussaba är ett släkte av steklar som beskrevs av Cameron 1909. Sussaba ingår i familjen brokparasitsteklar.

## Dottertaxa tillSussaba, i alfabetisk ordning[1][2]
- Sussaba aciculata
- Sussaba atra
- Sussaba balteata
- Sussaba bicarinata
- Sussaba callosa
- Sussaba cognata
- Sussaba coloradensis
- Sussaba daisetsuzana
- Sussaba dorsalis
- Sussaba erema
- Sussaba erigator
- Sussaba etorofensis
- Sussaba fallasi
- Sussaba flavipes
- Sussaba flavopicta
- Sussaba hinzi
- Sussaba insculpta
- Sussaba japonica
- Sussaba lativentris
- Sussaba montana
- Sussaba nigra
- Sussaba placita
- Sussaba pulchella
- Sussaba punctiventris
- Sussaba rohweri
- Sussaba rugipleuris
- Sussaba ruida
- Sussaba spilota
- Sussaba subplacita
- Sussaba sugiharai
- Sussaba sulfurea
- Sussaba tertia